# Naica

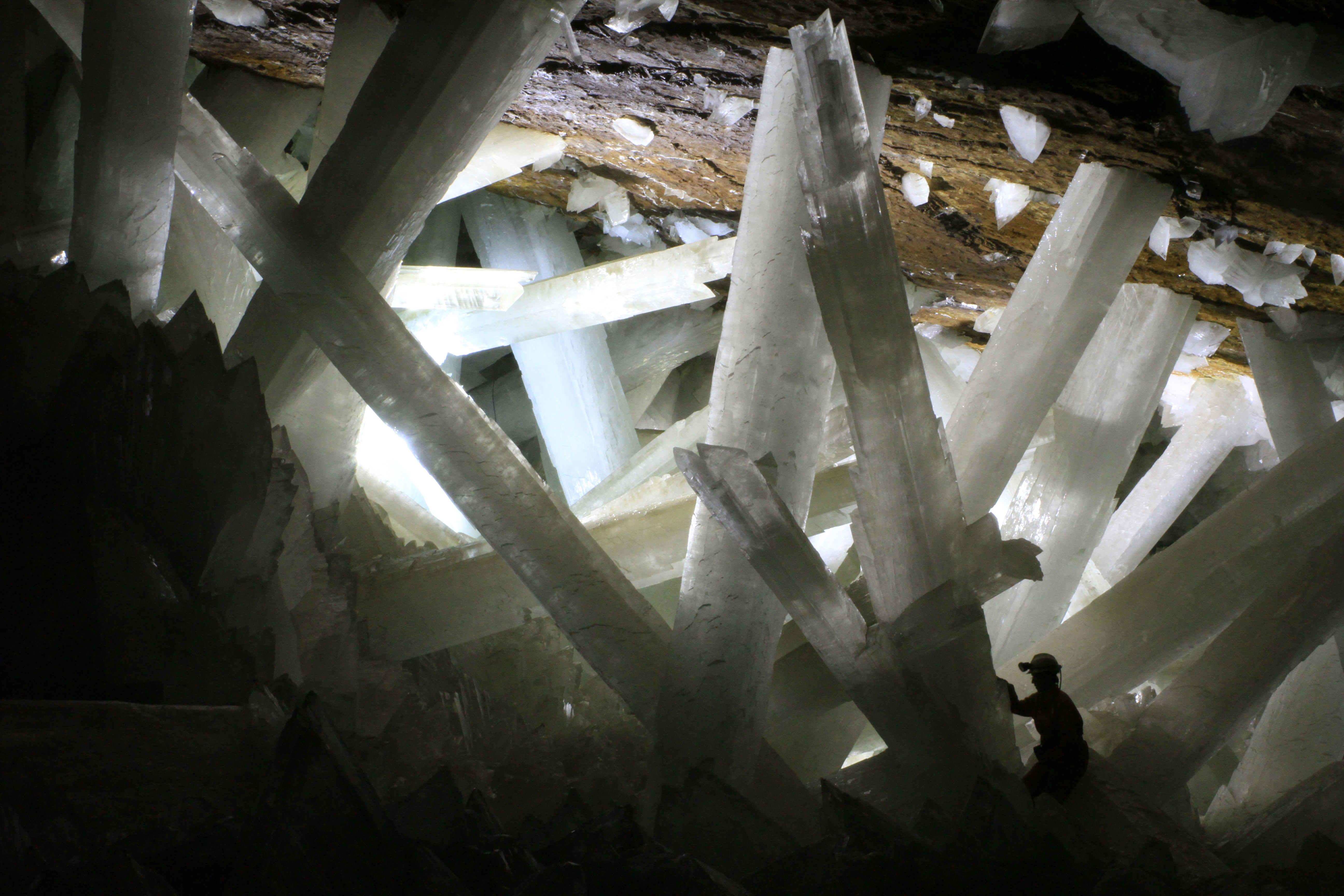
Cueva de los Cristales („Höhle der Kristalle“): Riesenkristalle aus Marienglas (Selenit), einer Gipsvarietät (Person unten rechts zum Größenvergleich).

Naica ist eine Stadt im mexikanischen Bundesstaat Chihuahua. Die Einwohnerzahl betrug beim Zensus 1910 2326, im Jahr 2010 laut INEGI 4938.
Der Name Naica stammt vermutlich aus der Sprache der Raramuri und leitet sich ab aus nai ‚Platz, Ort, Fleck‘ und ka ‚Schatten‘, bedeutet folglich so viel wie schattiger Ort. Andere Quellen übersetzen den Namen mit Ort ohne Wasser.
Die Stadt ist vor allem bekannt durch die Mine von Naica. Im Zuge der Bergbautätigkeit in diesen Minen wurden Höhlen mit außergewöhnlich großen Kristallen entdeckt. Die Cueva de los Cristales („Höhle der Kristalle“) enthält bis zu 14 Meter lange und 50 Tonnen schwere Gipskristalle. Diese gelten als die größten auf der Erde bekannten Kristalle. Die Höhlen waren ursprünglich mit sulfatreichem Wasser gefüllt, das erst im Zusammenhang mit dem Bergbau abgepumpt worden ist. Wegen der dort herrschenden Hitze, die auf magmatische Aktivität im Untergrund des Minen-Höhlensystems zurückgeht, ist ein Befahren der Höhlen durch Menschen strapaziös und technisch anspruchsvoll.